# أرنولد وينشتاين
أرنولد وينشتاين (بالإنجليزية: Arnold Weinstein)‏ هو واضع كلمات الأوبرا أمريكي، ولد في 10 يونيو 1927 في نيويورك في الولايات المتحدة، وتوفي في 4 سبتمبر 2005 في مانهاتن في الولايات المتحدة بسبب سرطان الكبد.

## وصلات خارجية
- أرنولد وينشتاين على موقع IMDb (الإنجليزية)
- أرنولد وينشتاين على موقع ميوزك برينز (الإنجليزية)
- أرنولد وينشتاين على موقع قاعدة بيانات برودواي على الإنترنت (الإنجليزية)
- أرنولد وينشتاين على موقع ديسكوغز (الإنجليزية)